# Newton St Loe Castle

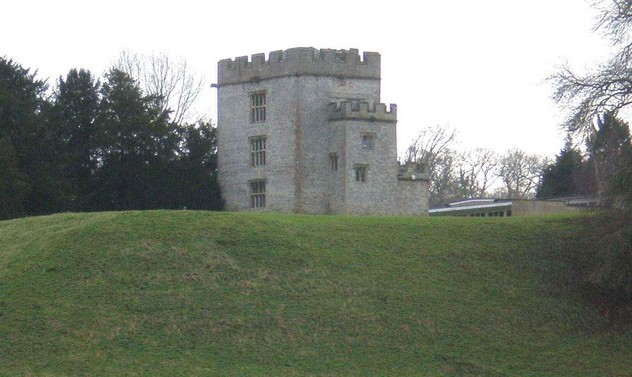
Donjon des Newton St Loe Castle

Newton St Loe Castle ist eine Burg im Dorf Newton St Loe in der englischen Grafschaft Somerset.

## Geschichte

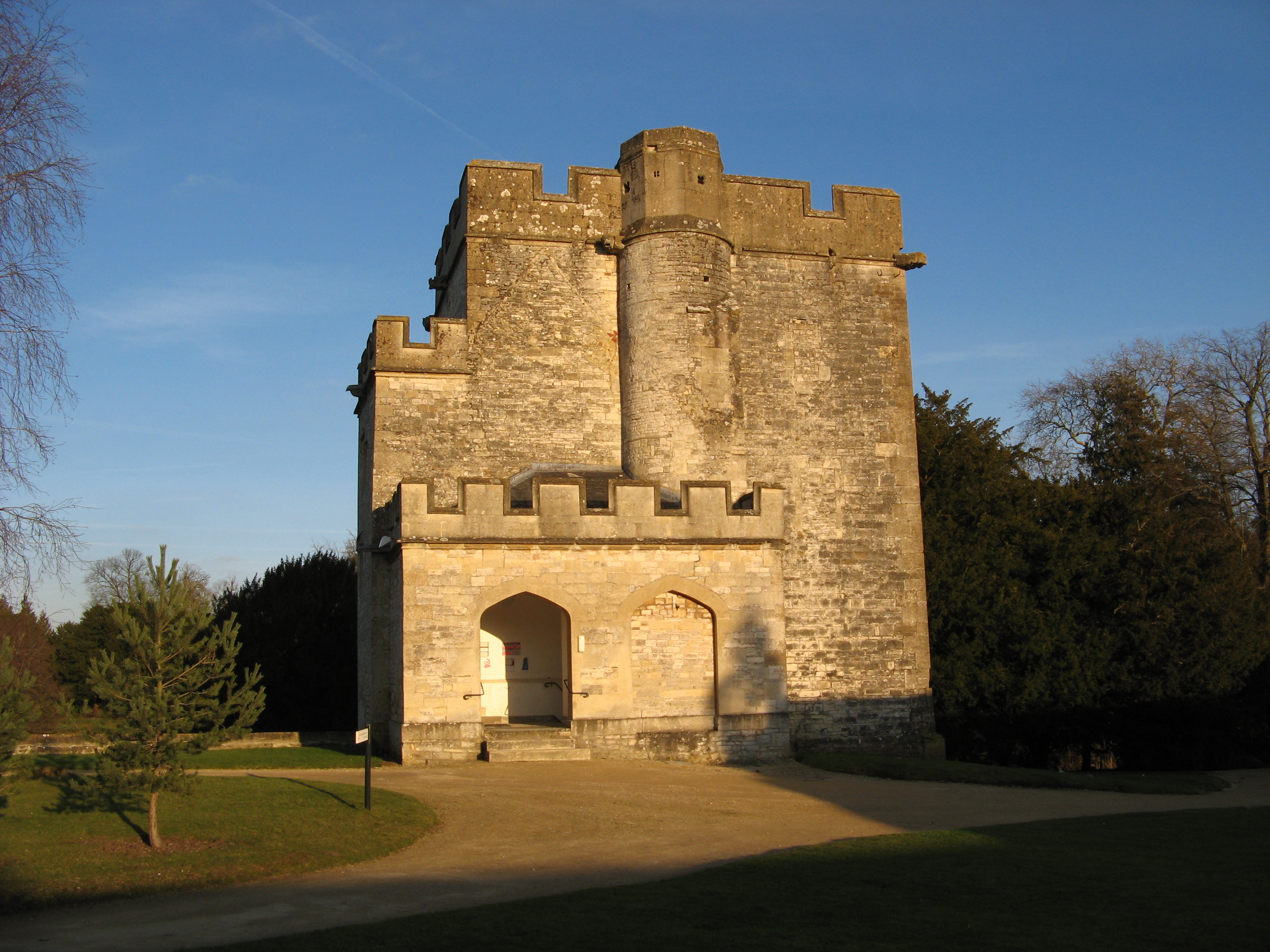
Westseite mit Eingang

Newton St Loe Castle wurde ursprünglich als befestigtes Herrenhaus, vermutlich im 12. Jahrhundert, errichtet. Das Haus ist vom Newton Park, damals ein mittelalterlicher Rehpark, umgeben. Zu Beginn des 14. Jahrhunderts wurde als Teil eines größeren Bauprogramms der Familie St Loe ein Donjon auf dem Gelände errichtet, sodass eine rechteckige Burg mit Innenhof und vier Türmen entstand, das an drei Seiten von einem Graben geschützt war. 1375 erbte Elizabeth St Loe als letzter Spross ihrer Familie das Anwesen. Sie heiratete William, 2. Baron Botreaux. Sir Walter Hungerford ließ in der ersten Hälfte des 15. Jahrhunderts ein neues Torhaus errichten, das Tourellen, Maschikulis und eine frühe Stückpforte hatte.
Im 19. Jahrhundert wurde der Park um die Burg zu einem Landschaftspark umgestaltet und dort das heutige Landhaus mit seinen Gärten errichtet. Nur der renovierte Donjon und das Torhaus sind von Newton St Loe Castle bis heute erhalten; ein nahegelegener Mound markiert den Standort eines der vier Türme der Burg aus dem 14. Jahrhundert.
Heute ist das Anwesen von der Bath Spa University gepachtet; sowohl der Donjon als auch das Torhaus gelten als Scheduled Monuments und English Heritage hat sie als historische Bauwerke I. Grades gelistet.